# カサイ州
カサイ州(カサイしゅう、フランス語：Kasaï Province)は、コンゴ民主共和国南西部の州。
2005年の人口は319万9891人。
州都はルエボ。
2015年に、西カサイ州内のカサイ県とツィカパ市を合わせてカサイ州が設置された。

## 隣接州
- 北：ツアパ州
- 北東：サンクル州
- 南東：ルルア州
- 南：北ルンダ州
- 南西：クワンゴ州
- 西：クウィル州
- 北西：マイ＝ンドンベ州

## 主要都市
- ツィカパ：58万7548人(2012年)
- ルエボ：4万115人(2009年)(州都)